# Protocollo (romanzo a fumetti)
Protocollo è un romanzo a fumetti di genere fantascientifico realizzato da Carlo Lucarelli (storia e testi) e Marco Bolognesi, pubblicato da Einaudi nel 2009 e realizzato interamente con materiale fotografico.

## Trama
Il romanzo racconta le vicende di Aki Baumann, di padre tedesco e madre giapponese, nato a Parigi. La storia comincia a Londra, nel momento in cui Aki, per via di un intervento ai suoi "sensori visivi", comincia ad avere problemi di percezione visiva. L'intera storia è raccontata attraverso i suoi occhi e le testimonianze da lui raccolte.
Da Londra, l'azione prosegue in America e poi in Giappone, mentre Aki viene inseguito dai membri della corporazione Sendai, e guidato da una banda Yakuza. Si scoprirà che Aki ha un ruolo determinante nello scontro tra Sendai e Yakuza.